# 葉德潛
葉德潛，字孔昭，福建福州府侯官縣人，明朝政治人物、進士出身。
洪武四年（1371年）辛亥，明朝首開會試，葉德潛考中吴伯宗榜三甲進士。官山東陵縣縣丞。